# Andrea Migliavacca
Andrea Migliavacca (* 29. srpna 1967 Pavia) je italský římskokatolický duchovní a biskup Arezzo-Cortona-Sansepolcro.

## Život
Narodil se 29. srpna 1967 v Pavii.
Vstoupil do kněžského semináře v rodném městě. Dne 27. června 1992 byl biskupem Giovanni Voltou vysvěcen na kněze. Poté pobýval v Papežském lombardském semináři v Římě, kde na Papežské univerzitě Gregoriana získal doktorát z kanonického práva. Roku 1996 se vrátil do Pavie, kde se stal kaplanem skautů. Následující rok byl jmenován vicekancléřem a soudcem regionálního lombardského církevního soudu.
Roku 2001 byl ustanoven rektorem kněžského semináře a roku 2007 soudním vikářem. Byl kanovníkem katedrály a profesorem Papežské teologické fakulty severní Itálie. Dne 5. října 2015 jej papež František jmenoval biskupem San Miniato. Biskupské svěcení přijal 9. prosince z rukou biskupa Giovanni Giudiciho a spolusvětiteli byli biskup Fausto Tardelli a biskup Paolo Magnani.
Dne 29. července 2019 se stal členem Rady pro přezkum odvolání obviněných duchovních delicta reservata a poté členem Nejvyššího tribunálu apoštolské signatury. Od stejného roku vykonával funkci papežského komisaře Společenství svaté Uršuly. Dne 15. září 2022 byl převeden do úřadu biskupa Arezzo-Cortona-Sansepolcro.